# Joseph Lebbos
Vous pouvez aider à l'améliorer ou bien discuter des problèmes sur sa page de discussion.
- Le fond est à vérifier. Si vous venez d’apposer le bandeau, merci d’indiquer ici les points à vérifier. (Marqué depuis décembre 2024)

Vous pouvez aider à l'améliorer ou bien discuter des problèmes sur sa page de discussion.
- Cet article biographique nécessite des références supplémentaires pour assurer sa vérifiabilité. (Marqué depuis décembre 2024)
- Il ne s’appuie pas, ou pas assez, sur des sources secondaires ou tertiaires. (Marqué depuis décembre 2024)

- Archive Wikiwix
- Bing
- Cairn
- DuckDuckGo
- E. Universalis
- Gallica
- Google
- G. Books
- G. News
- G. Scholar
- Persée
- Qwant
- (zh) Baidu
- (ru) Yandex
- (wd) trouver des œuvres sur Wikidata

 (décembre 2016).
Œuvres principales
Pommes d'or en paniers d'argent (1996)
L'Amour et la Mort dans l'autobiographie entre L’Égypte et le Liban (2009)
Les Toiles si elles parlaient (2011)
L'Agenda parisien (2012)
Pluie de roses (2012)
Variations sur une seule corde (2015)
Joseph Lebbos (en arabe جوزف لبُّس), est un écrivain libanais, essayiste, professeur d'université et maître de conférences né à Beyrouth en 1966.
Il est passionné de littérature, de philosophie, d’art ou encore de musique. Il étend son univers littéraire essentiellement dans  l’art et lui accorde une importance particulière pour la formation de sa pensée.
Ses œuvres abordent des thèmes variés : l'anthologie, l'autobiographie, la critique littéraire, les religions, le récit de voyage, mais aussi, le dialogue des arts ou l’informatique dans la langue et la littérature. Elles s’intéressent aussi à la  traduction fragmentaire de l'érotisme dans l’œuvre de Georges Bataille, par exemple.

## Biographie
Issu d’une famille libanaise pieuse et modeste, il est l’aîné de quatre enfants. Il passe son enfance et son adolescence dans la maison familiale de Kab-Elias, village situé dans la partie est de la plaine de la Bekaa. Son père, Tanios Lebbos, est artiste peintre et sa mère, Jacqueline Achkar, est artisane couturière. À l’âge de douze ans et demi, il est admis au collège Notre-Dame-des-Apôtres à Kab-Elias où il poursuit ses études primaire et complémentaire.
En 1984, à 18 ans, il est engagé comme professeur de langue arabe, d'histoire et de géographie au collège de son enfance (NDA). Parallèlement, il entreprend des études de lettres arabes à l'Université libanaise. Il obtient une licence de lettres arabes en 1989. Il participe à divers concours culturels télévisés présentés par Télé Liban et la chaîne libanaise Futur TV et remporte les premiers prix[réf. nécessaire]. Il crée une première anthologie Pommes d'or en paniers d'argent ,. Il y regroupe 1666 maximes morales et pensées philosophiques d'écrivains, philosophes, peintres, musiciens célèbres du monde entier. Son travail dure dix ans, et est publié en 1996. Cette première œuvre suscite sa passion pour l'étude biographique et autobiographique.
En 1991, il est enseignant au lycée Notre-Dame-des-Apôtres à New Rawda. À partir de 1995, il enseigne au Grand Lycée franco-libanais de Beyrouth la langue et la littérature arabes (jusqu'en 2010). Il est titulaire d’une maîtrise universitaire ès lettres arabes en 1994 pour son mémoire intitulé Les Contes d'animaux dans la littérature enfantine (1996).
Son père meurt d'un accident en 1995, son frère cadet se suicide en 2000. Il publie en 2009 Le Livre de mon frère, mémoires et souvenirs.
En 2003, il soutient avec succès sa thèse de doctorat  sous la direction du dramaturge libanais Antoine Maalouf. Le titre est L'amour et la mort dans l'autobiographie entre l'Égypte et le Liban, (thèse éditée par Al-Machriq en 2009). 
En 2009, il devient maître de conférences à l’université libanaise de Tripoli ; il y enseigne l’informatique dans la langue, la littérature et la civilisation jusqu'en 2011. 
Entre 2011-2013, il enseigne la littérature et la religion, les chefs-d'œuvre de la littérature mondiale et l’approche textuelle à l'université Saint-Joseph de Beyrouth – Institut de lettres orientales (ILO) et poursuit son engagement à l’Université libanaise – faculté des lettres et des sciences humaines de Beyrouth.
En 2014, il participe à l'organisation et à la gestion du colloque : Les Sciences humaines dans l'enseignement supérieur, réalité et horizon. Il y prononce un discours intitulé : « Essai littéraire à l’ombre de l’informatique et de l’Internet. Point de vue ».
À l'Institut de lettres orientales (ILO), il dirige des sessions de formation pédagogique pour les cadres éducatifs et les enseignants, sur le thème La littérature et les religions (février 2014 et 2015). Il intervient dans le cycle des conférences organisées par l'Institut de lettres orientales et par le centre Louis-Pouzet d'étude des civilisations anciennes et médiévales.
En septembre 2016, il est nommé Professeur des Universités par l’Université libanaise de Beyrouth ; il continue de dispenser des cours magistraux en littérature, art et religions, approches textuelles…
Il encourage les débuts littéraires de jeunes talents et contribue à la publication de leurs œuvres, dont la jeune poétesse Basma Sayadi,.

## Son œuvre
Son projet d’écriture s’inscrit dans un horizon culturel pluriel et multidisciplinaire. Il se révèle chercheur/professeur et écrivain/penseur . Son œuvre se caractérise par le sens de la forme et l’esprit de recherche. Il a une relation intime avec l’art, mêlant rigueur, perfection et simplicité; il veut conjuguer une faculté créatrice avec la lucidité intellectuelle ; enfin, son oeuvre comprend une importante représentation picturale par les peintres et les œuvres qu’il évoque ; il y ajoute une description qui distille en quelque sorte la multitude des faits pour en extraire une essence d’observation.

### Pommes d'or en paniers d'argent
Il passe dix années en recherches à travers les chefs-d’œuvre de la littérature mondiale : il en extrait maximes, pensées philosophiques, proverbes, et dictons (1986-1996). Il sélectionne 166 sujets, les classe selon une approche lexicale, adopte l’ordre alphabétique et thématique afin de faciliter la recherche. Chacun des sujets regroupe dix pensées célèbres ; une courte biographie présente chacun des auteurs à la fin de l’ouvrage.
Pommes d’or en paniers d’argent peut être considéré comme une ouverture dans la littérature mondiale, une ressource culturelle pour les chercheurs, écrivains, enseignants et étudiants, un ouvrage de vie, une école dans un livre.

### Les contes d'animaux dans la littérature enfantine
Une raison incite Joseph Lebbos à choisir la littérature enfantine pour se lancer dans l'itinéraire intellectuel : le regard qu'il porte sur l’enfant, « cette petite graine dont l’énergie gigantesque n’a pas de semblable ». 
Il estime que la littérature peut influencer, orienter la formation de l’enfant. Les contes littéraires où les animaux pensent, ressentent, se comportent comme des êtres humains, visent à l'orienter vers des valeurs humaines (justice, bien, beauté), et à lui transmettre des principes éthiques et de bonne conduite, dans un style vivant, émouvant, plein d’imagination et de tendresse.
En 1990, il commence ses recherches : nombreuses lectures, visites de salons de livres, de maisons d’édition libanaises, de librairies ; il s’aperçoit que les contes d’animaux sont les plus convoités par les enfants ; ils occupent une place indéniable dans le secteur commercial des maisons d’édition ; le plus souvent préoccupées par le gain matériel, ces maisons ne distinguent pas le bénéfique du nuisible et minimisent leur responsabilité dans l'éducation.
Il découvre que les ouvrages littéraires et psychologiques sont rares dans la littérature libanaise. En particulier, peu d'études universitaires traitent de la littérature enfantine, par manque de créativité et de culture psychologique et sociale.
Sa recherche s’articule sur cinq axes principaux, basés sur la théorie et la pratique. Dans le premier chapitre, il analyse la relation entre l’enfant et l’animal, et le rôle que tient le monde des animaux dans la littérature enfantine. Dans les quatre chapitres suivants, il résume, analyse et critique 16 contes littéraires, 10 contes scientifiques, 10 contes religieux et 5 contes comiques.
Il réfute chaque conte séparément, en commençant par son titre, sa couverture, ses dessins, son contenu, sa langue, son impression, et la morale qu’il dégage. Il cherche à répondre à la question, fondamentale selon lui, d’une société : l’éducation de l’enfant. Pour lui, certains contes pour enfants déforment leur éducation, détournent leurs pensées vers l’intolérance, la nervosité, étouffent leur ouverture d’esprit. Il défend l'idée que les contes d’animaux doivent apporter une formation morale à l’enfant pour lui permettre d’intégrer le monde social.
Dans ses analyses, il relève de nombreux dangers, dépravations, dérèglements, auxquels sont exposés les enfants :
- Dans les 16 contes littéraires : la mauvaise communication des mœurs à l’enfant ; la mauvaise image que reflète le personnage de la femme, souvent considérée comme naïve, indigne de confiance ou victime ; l’échec des écrivains à créer un héros principal loin des contradictions, un héros qui transmet à l’enfant les valeurs humaines pures ; la négligence de l’âge de l’enfant, en ne précisant pas pour quel âge est destiné le conte ; l’impression et ses défauts (l’écriture, les fautes d’orthographe, de rédaction...)[16].

- Dans les 10 contes scientifiques : le manque d’informations et de culture liées au monde des animaux ; le manque de motivation nécessaire pour éveiller la curiosité de l’enfant ; la mauvaise traduction des contes étrangers ; la négligence des caractéristiques objectives de l’animal au regard des plus subjectives d’entre elles ; le mauvais choix des animaux, en particulier ceux disparus depuis des millénaires[17].

- Dans les 10 contes religieux : la glorification d’une idéologie qui incite à l’intolérance ; la foi aveugle hors de toute explication ; la non précision du temps et de l’espace où se déroulent les faits religieux ; la marginalité du rôle de l’animal à qui on accorde peu d’importance ; le manque d’images représentant les personnages religieux[18].

- Dans les 5 contes comiques : la rareté des contes comiques ; l’absence de moralité ; le mauvais choix des images et des caractéristiques de l’impression[19].

Le professeur et le poète libanais Georges Zaki el Hajj, considère que « l’étude de Joseph Lebbos a montré la grandeur de l’enfance face à l’avilissement du traitement auquel elle est exposée dans notre société ».

### L'amour et la mort dans l'autobiographie entre l'Égypte et le Liban

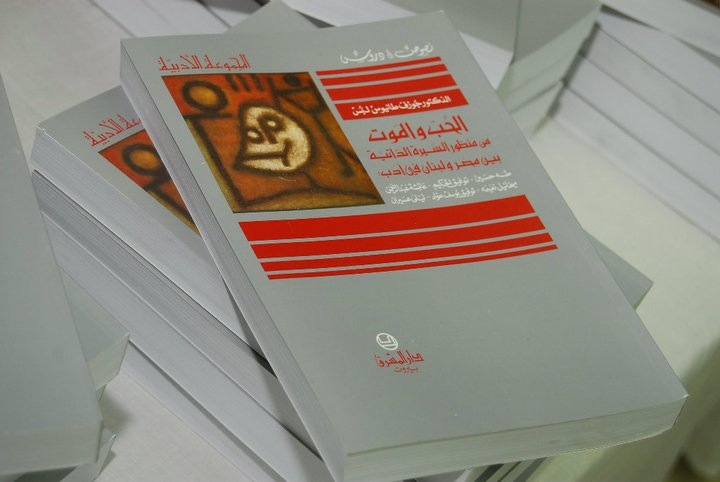
L'Amour et la mort dans l'autobiographie (2009)

L'autobiographie est un art et une histoire. Est-ce que l’homme s'est trouvé en écrivant son autobiographie, alors que la recherche de soi est une quête perpétuelle sur un chemin sans fin ?
Les maîtres philosophes disent que la sagesse de Socrate est gravée à l’entrée du temple d'Apollon dans la ville de Delphes : « Connais-toi toi-même », et que cette sagesse nous invite à la solitude, afin de s’y pencher, et d'approfondir la recherche jusqu’à atteindre l’essence.
Les dernières paroles de Socrate furent : Je sais que je ne sais rien. Telle est la limite de l'homme : son incapacité à découvrir l’essence des objets, et par conséquent, sa propre essence. Mais personne n’ose l'inciter à cesser de rechercher, en soi ou en dehors, le secret, l’essence, l’absolu. La grandeur de l’homme tient précisément dans sa persévérance vers la connaissance de soi, bien qu’il soit conscient de son impuissance. L'autobiographie est alors une tentative de se connaître. Qu’elle reste une tentative augmente son charme et excite la curiosité. L'autobiographie reste une harmonie tracée par une imagination, et l'écrivain continue à se chercher à l'ombre de lui-même. Les vérités réelles se mélangent aux vérités imaginaires.
L'autobiographie arabe a surgi après la première guerre mondiale, quand la liaison entre la pensée orientale et la pensée occidentale a pu se faire. Notamment, pendant l'occupation occidentale des pays arabes, après leur indépendance et le développement de leur classe moyenne. Les écrivains arabes se retrouvent influencés par Les Confessions de Saint Augustin, les Mémoires d'outre-tombe de Chateaubriand, Les Confessions de Rousseau, la Vie de Henry Brulard de Stendhal et tant d'autres.
La dialectique de l'amour et la mort dans l'autobiographie des écrivains arabes est rarement étudiée dans le monde arabe. Elle incite Joseph Lebbos à rechercher l'essence de l'existence de Taha Hussein, Tawfiq al-Hakim, Aïcha Abdul Rahman, Mikhail Naimy, Tawfiq Yusuf Awwad, Leïla Osseiran. Ce sont les précurseurs du mouvement littéraire arabe, de l'autobiographie arabe, hommes et femmes dont l'expérience de l'amour porte en elle celle de la mort. Il se penche sur leurs vies comme sur sa propre vie, et tente de lier l'amour et la mort dans leurs destins dès la petite enfance. Il évoque, pour chacun des écrivains, un souvenir d'enfance lointain qui les pousse, des années plus tard, à créer leurs chefs-d'œuvre littéraires, leur autobiographie, et par là, à défier la mort. L'appel de l'amour est si fort qu'il ne laisse pas la mort briser leurs plumes.
Il part de l'impulsion créatrice qui marque le point de départ du chef-d'œuvre autobiographique de chacun des six écrivains, à savoir, la cécité de Taha Hussein enfant, la lutte entre Éros et Thanatos chez Tawfiq al-Hakim, le mysticisme chez Aïcha Abdul Rahman, l'amour absolu chez Mikhail Naimy, la « faim » affective chez Tawfiq Yusuf Awwad, l'orphelinat et la recherche de l'amour perdu chez Leïla Osseiran. Il oriente et développe sa thèse, choisissant la critique thématique pour mener à son terme cette expérience spirituelle et humaine.

### Le Livre de mon frère

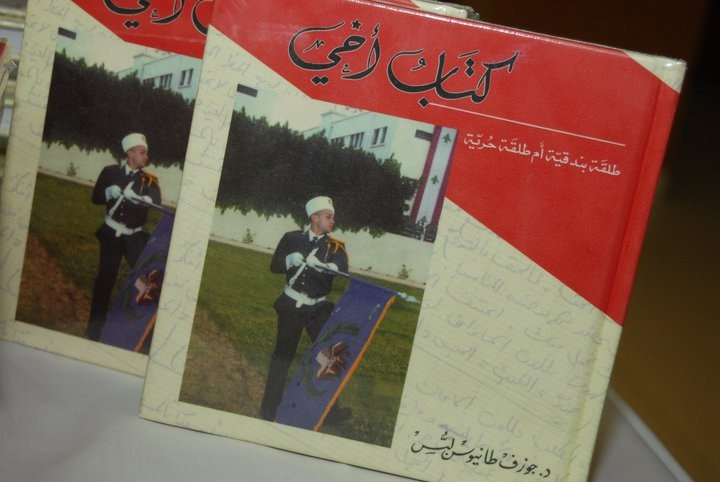
Le Livre de mon frère (2009)

Le 24 juin 2000, son frère cadet ne rentre pas. Il a choisi d'abandonner volontairement la vie. Ce drame survient alors qu'il rédige sa thèse L'amour et la mort dans l'autobiographie entre l'Égypte et le Liban. Son frère est un parmi le million de suicidaires chaque année. Selon Louis-Vincent Thomas dans son ouvrage Anthropologie de la mort, un suicide a lieu toutes les 90 secondes. Le Livre de mon frère se divise en deux parties. La première est une étude philosophique, psychologique, sociale, religieuse du suicide, imprégnée des propres douleurs de l'auteur, de ses mémoires et souvenirs ; la seconde partie est composée des écrits du suicidé, ses notes, confessions et lettres. « Dans certains cas, on a besoin d'écrire un livre entier pour répondre à une question composée d'un seul mot : pourquoi? ».
Le suicide est un drame personnel, mais aussi familial, social, national et humain. Dans la société arabe, le suicide est un sujet tabou. Comment comprendre ce phénomène où le meurtrier est lui-même la victime, où l'accusé est l'innocent, où l'amour et la mort s'entrelacent ? Comment évoquer le suicide, faire son deuil, exprimer douleurs, peines, colères, percer les murs qui entourent le suicide menaçant chaque famille, chaque être humain ?
Par la bouche de Hamlet, William Shakespeare lance sa célèbre phrase « être ou ne pas être, telle est la question ». La question de Hamlet est la question de l'Homme, elle est de sa tragédie. Novalis, n'a-t-il pas écrit dans l'un de ses fragments « l'acte vraiment philosophique, c'est le suicide ; là se trouve le début réel de toute philosophie » ? Et Albert Camus : « Il n'y a qu'un problème philosophique vraiment sérieux : c'est le suicide. Juger que la vie vaut ou ne vaut pas la peine d'être vécue, c'est répondre à la question fondamentale de la philosophie ».
Lebbos écrit dans le Livre de mon frère :

Et, plus loin :
« Une feuille fanée ne s’attache à son arbre que par sa faible pétiole, fanée par l’âge, par le manque d’eau ou de nourriture, par la cruauté de la chaleur ou du gel ; elle n’a pas besoin du vent pour la faire fléchir, ou d’un oiseau pour la faire tomber, ou d’un animal secouant son tronc ou d’un enfant lui jetant une pierre pour qu’elle rompe le fil de sa vie. La mort ne s’introduit jamais dans l’âme par la grande porte de la vie, elle s’infiltre furtivement à travers les fenêtres qui se referment l’une après l’autre. Et sitôt toutes les issues fermées, les portes de la mort s’ouvrent avec délectation ».
La romancière et critique littéraire May Menassa s'est livrée à la lecture du Livre de mon frère et témoigne : « J’ai entrepris ma lecture en écoutant des paroles existentielles qui ressemblent aux vagues de la mer ballotées par le vent violent, des paroles d’écrivain qui trempe sa plume dans l’encre noire brillante, qui rayonne d’esprit, qui s’élève à travers ses paroles à une spiritualité ne se heurtant ni à des galets de route ni à ses épines ».
Dans son discours prononcé lors de la cérémonie de signature du Livre de mon frère, le Père Joseph Mouaness, anthropologue, théologien, considère que l'ouvrage est un ouvrage curatif, semblable à une prière pour l’acte de suicide ou à un chant accompagnant l’heure de l’encens sur la route du désespoir, un chant mystique, un chant d’amour d’une question qui veut connaître le mystère de la mort d’êtres chers.

### Les toiles si elles parlaient
Dans Les toiles si elles parlaient, Lebbos crée un dialogue entre la littérature et l'art. 50 peintures de Gustave Courbet, Diego Vélasquez, Carl Spitzweg, Gustave Caillebotte, René Magritte, Pablo Picasso, Johannes Vermeer, Claude Monet, Jean-Honoré Fragonard, Georges de La Tour sont analysées.
« Le silence a ses genres et ses couleurs. La Madeleine de Van der Weyden, profonde, intensive, dans son silence. Son silence est bien rationnel, poussée vers la pensée, car la lecture appelle à dialoguer avec les grandes idées et avec soi-même. Nous avons l'impression que la Madeleine a mis de côté sa bouteille de parfum, pour se plonger dans son silence, sa sérénité, en contemplant ce qu'elle est en train de lire. Mais son silence et sa sérénité ne se répandent en elle que de temps en temps, entre un paragraphe et un autre, une lecture entre les lignes et derrière le rideau. Et sa mémoire retrousse le chemin du passé, quand elle s'écarta du monde et de ses éclats, quand elle abandonna les objets d'amusement et préféra la vie de prière et de solitude à la vie du monde et du travail, et que son cœur fut gravé par les paroles du Maître : "Que celui d'entre vous qui n'a jamais péché lui jette la première pierre". Si nous ne consacrons pas le temps et l’effort nécessaires pour méditer ce que nous lisons, pour nous remettre en question, et faire un examen de conscience, notre lecture sera emportée par le vent. Ce sera donc un silence trompeur, car tout ce que nous appelons silence sur la terre n’est que l’haleine palpable des êtres vivants qui dorment. Et l’âme, semblable à la nature, ne connait pas de silence ».
Extrait du "Silence de la Madeleine", Les toiles si elles parlaient, p. 33.

### Sabliers et diamants
Dans Sabliers et diamants, Lebbos décrit la passion pour la lecture de 75 écrivains, poètes, philosophes, théologiens, parmi les plus grands de tous les siècles, leur liaison intime avec le livre. Leurs textes reflètent leur vie, leur siècle, leur caractère, leur pensée, leurs habitudes liées à la lecture et à l'écriture. Ils proposent des disciplines qui constituent l'éthique de la lecture.

### L'informatique dans la langue, la littérature et la civilisation
Comment transformer les informations en savoir ? La connaissance est un monde sans frontières et la transformation des informations repose sur une connaissance des contextes culturels, psychiques et sociaux. La culture reste avant tout le fruit de la connaissance, elle est humaine et non mécanique, elle pose des questions fondamentales de l'essence de la vie : Dieu, l'autre, la douleur, le bonheur, l'amour, la mort.
L'informatique dans la langue
La langue a une mission humaine et sociale, elle a pour rôle d'élever l'homme dans le but d'exprimer ses sentiments et ses pensées et lui permettre de communiquer avec l'autre. Le traitement automatique de la langue arabe fait partie intégrante de la linguistique informatique. Il s'appuie sur deux axes principaux : les modalités de programmation des diverses branches de la langue arabe et les applications linguistiques sur lesquelles elle repose. L'évolution de la programmation et des technologies informatiques facilite la communication homme-machine et ouvre la voie à de nouveaux domaines de recherche. La linguistique informatique dans la langue repose sur des bases formalisant la grammaire, des logiciels d'aide aux études linguistiques, des logiciels de traitement de texte, de son organisation et de l'utilisation des données linguistiques orales ou écrites.
La mondialisation est un processus d'extension progressive du système capitaliste qui simplifie les échanges entre les nations. Certains penseurs comme Saïd Yaktine parlent même d'un Hypermonde où l'internet s'impose comme acteur majeur de la mondialisation. C'est une révolution culturelle, elle libère la parole et facilite la communication entre les peuples, mais aussi comme une menace pour la vie privée, et qui agresse les mœurs de certaines civilisations. Une culture de l'internet serait nécessaire.
L'informatique dans la littérature
La révolution informatique influence tous les domaines : politique, économique, social, éducatif, culturel. En littérature, elle apporte de nouveaux moyens pour élargir l'espace de communication entre le texte, l'homme et la machine. L'internet se présente-t-il comme un moyen éducatif qui libère l'homme ou serait-il un nouveau moyen d'esclavagisme aveugle ?
La littérature a tendance à rejeter la technologie, car, à travers la langue, elle aspire au rêve, à l'imaginaire. Mais elle n'échappe pas à une époque où l'informatique devient une nécessité, un mode de vie, un moyen de connaître l'autre et sa culture. La littérature est le reflet de la vie des peuples, elle leur donne le moyen d'exprimer leurs aspirations, elle reflète leurs traditions, leurs interdits, leur vision du monde et de l'autre. La technologie donne à la littérature de nouveaux outils de création comme le collage, le roman scientifique, la littérature et la poésie numériques…
Se pose ainsi la problématique de la lecture dans le monde de l'internet. Le philosophe Alain disait : « écrire et compter, cela s'apprend assez vite. Lire, voilà le difficile ». Et Roland Barthes s'arrête longuement sur le rôle de la lecture dans son livre Le plaisir du texte, il parle d'une relation mystique entre le lecteur et le texte. Avec l'explosion des informations générées par internet, la relation du lecteur au texte n'est plus une relation saine et simple, elle devient un mélange d'informations. Ce mélange nécessite subtilité dans le choix et finesse culturelle si l'on veut reconnaître les bonnes informations des mauvaises. L'hypermédia et l'hypertexte contribuent par ailleurs à propager de multiples informations qui manquent d'authenticité et de précision.
Dans le gigantesque espace de l'internet et de l'information, la navigation doit être orientée par une boussole éclairée afin de ne pas perdre l'objectif recherché. Quant à l'écriture, elle s'inscrit dans une nouvelle étape à travers les écrans informatiques. Comment l'écrivain doit-il se faire entendre au milieu du bruit de la toile mondiale ? L'écriture électronique nécessite donc plus de réflexions et de précisions. Philippe Lejeune ne manque pas de préciser : « Ma grande découverte a été l'apprentissage de la lenteur. ». Le texte littéraire doit toucher à la perfection.
La révolution informatique a également permis de publier numériquement les livres, en particulier les livres rares, et de les mettre à disposition du lecteur. Malgré tous les atouts du livre numérique, il n'est pourtant pas complètement adopté par la société.
L'ouvrage aborde aussi le lien entre la littérature et la technologie liée à l'informatique et aux arts comme la peinture, la musique, le cinéma.
L'informatique et la civilisation
Si le XVIIIe siècle est le siècle des Lumières, le XIXe siècle, celui de la révolution industrielle, le XXe siècle, celui de la rapidité, le XXIe siècle est celui de la révolution informatique : l'homme se trouve devant son plus grand défi : concilier technologie et humanité.
La culture est le fruit de toute activité humaine, elle reflète le milieu d'où elle jaillit. C'est un ensemble d'informations, de connaissances, d'expériences, de traditions spécifiques à un peuple.
Le principe de toute civilisation est l'organisation qui assure la pérennité de ses informations. Les civilisations passent avec le temps, seules leurs cultures demeurent, depuis l'écriture hiéroglyphique égyptienne, à l'alphabet phénicien, en passant par l'imprimerie de Gutenberg, jusqu'à la révolution informatique. L'informatique puise son importance aux sources culturelles, scientifiques, sociales, économiques et politiques.

### L'Agenda parisien
Durant les étés des années 2004 à 2008, plusieurs séjours à Paris de Joseph Lebbos font de l'Agenda parisien son compagnon de bord : récit de voyage, journal, mémoires et méditations. Le voyage dans le monde extérieur conduit incontestablement à un voyage en soi. Rabindranath Tagore n'a-t-il pas écrit dans l'Offrande Lyrique : « Le voyageur doit frapper à toutes les portes avant de parvenir à la sienne ; il faut avoir erré à travers tous les mondes extérieurs pour atteindre enfin au tabernacle très intime. ». Voyager, lire des livres et lire des récits de voyage sont trois façons d'errer dans ce monde.
Paris, ville de lumière, ouvre ses portes au rêve, à la découverte, à la culture, à l'art, à l'amour, et l'oiseau venant de l'Orient y trouve son nid. Il contemple Paris comme une belle toile surréaliste pleine de vie et d'animation. Une toile où le rêve, l'amour et la fièvre de vivre s'entrelacent pour plonger l'esprit dans une contemplation sans fin à travers l'âme même de Paris, ses jardins, musées, monuments historiques et religieux. Et malgré toute sa gloire, ses ornements et sa beauté, Paris ne retire jamais son manteau d'amertume,,.

### Pluie de roses
Quand Dieu a voulu communiquer avec l'homme, Il a choisi le plus noble moyen qu'est la poésie, cette mélodie versée dans la beauté de la parole. L'Homme n'a donc qu'à lire la Bible, les Psaumes, le Cantique des Cantiques pour voir Dieu assis sur le trône de la parole. Et l'Homme, cet être fait de terre et de poussière, a su se rapprocher de son Créateur par la voie même de la poésie, cette voie capable d'ouvrir les portes du Paradis. Quand la poésie pose sa main sur les objets, c'est pour les rendre vivants, tout comme Moïse. La seule différence, c'est que l'outil de Moïse était la canne, celui de la poésie n'est autre que la parole.
À toutes les époques, les religions ont eu un lien étroit avec l'art. Afin de rendre l'invisible apparent et intelligible, en peinture, en sculpture, en musique, en littérature, en architecture, la religion fait appel à l'esprit créateur et se présente comme substance qui porte et inspire cet esprit dans toutes les activités culturelles. Entre l'absolu de la religion et l'autonomie de la création artistique se tiennent deux principes fondamentaux, la philosophie de la religion et celle de l'art.
La relation de l'art avec la religion est la réponse de l'éternité au temps, est la victoire de l'homme sur son destin, sur la mort. L'art est une révolution, un cri de protestation et un cri de gloire. Dans l'une de ses lettres à son frère Théo, Vincent van Gogh déclare qu'il faut essayer de comprendre les dernières paroles avec lesquelles les grands artistes décrivent leurs chefs-d’œuvre car on y retrouve Dieu. Et Auguste Rodin qui avoue « Si la religion n'existait pas, j'aurais eu besoin de l'inventer. Les vrais artistes sont, en somme, les plus religieux des mortels ».
L'artiste replié sur lui-même ressemble à cet être mystique qui s'expose aux dangers interminables de la société. Il reflète par ses œuvres les rapports qu'entretient l'art avec la religion et qui peuvent être complémentaires comme ils peuvent être conflictuels.
L'ouvrage retrace l'histoire de la création dans chaque religion que les civilisations ont connue depuis les mythes sumériens et de Gilgamesh, le dieu-homme, cherchant à comprendre les mystères de la mort sans pour autant pouvoir atteindre l'immortalité; à l'Égypte antique où le pharaon était une divinité parmi les peuples assurant le pouvoir et la stabilité de la civilisation dans un cadre complexe de croyances religieuses et pratiques sociales ; à la Grèce antique qui, par ses jeux olympiques, ses arts, ses banquets, respirait la joie de vivre et la beauté du monde et ses dieux qui s'unissaient au peuple sans intermédiaire, sans Livres Saints ni prêtres ni prophètes ; à l'Inde, où la vie et la mort ne font qu'un, où le désir sexuel et la piété s'unissent dans une même pensée religieuse, où les trente millions de dieux et de sages guident les hommes vers l'art du plaisir et l'art d'aimer par le Kamasutra et le Tantrisme ; à la Chine ancienne et ses rites ancestraux et chamaniques, par le taoïsme, le confucianisme et le bouddhisme ; à la Perse antique, pays de Zoroastre, de l'Avesta, de Ahura Mazda ; au Christianisme et à la chute de l'Empire romain ; à l'Islam et l'histoire du peuple arabe.
À travers l'histoire des peuples et des civilisations, l'art se révèle une essence commune à toutes les religions.

### Variations sur une seule corde
En 2011, un premier ouvrage a été édité sur le thème de la lecture et de la peinture Les Toiles si elles parlaient. Devant le succès rencontré auprès des lecteurs, un second tome lui a donc été commandé par la maison d'édition Dar Al-Banan. Variations sur une seule corde est une continuité du dialogue entre les arts, entre la peinture, la musique et la littérature, où les couleurs, les mots et les sons s'interfèrent et se croisent. Il invite le lecteur à découvrir ou à revisiter les chefs-d'œuvre de la peinture sous les souffles harmonieux d'une plume littéraire et poétique.
Dans la mythologie grecque, les Muses, déesses des arts sont les neuf filles de Zeus et dont l'étymologie se retrouve dans le mot grecque mousikế « musique ». Un lien de parenté serait donc à l'origine de tous les arts qui ne cessent de communiquer à travers le temps. D'un seul thème, comme le "jour", peut naître une création artistique dans différents arts, comme a fait Edvard Grieg en musique, Leconte de Lisle en poésie, Epstein en sculpture. Et Ludwig van Beethoven qui, par sa Symphonie nº 9 a sublimé le poème de Friedrich von Schiller et les vertus de l'humanité en musique, et cette même musique qui a été comparée à La Joconde de Léonard de Vinci, à la Pietà de Michel-Ange. Le dialogue des arts, puisant à la source même de la société et de la civilisation, réveille en l'homme la compréhension du monde et de la vie.

## Ouvrages
- Variations sur une seule corde. Observer, lire, écrire (Éditions Dar Al Banan, Deir Azzahrani, 2015)[52].
- Pluie de roses. Essai sur le rapport entre l'Art et la Religion (Éditions Al-Machriq, Beyrouth, 2012)[53].
- L'Agenda parisien. Récit de voyage observations et méditations (Dar Al Banan, Deir Azzahrani, 2012)[54],[55].
- L'Informatique dans la langue, la littérature et la civilisation. Le Chiffre et le Nombre (Société nouvelle du livre, Tripoli, 2012)[56].
- Sabliers et diamants. Textes phares dans l'histoire de la lecture (Éditions Dar Annahda, Beyrouth, 2011)[57].
- Les Toiles, si elles parlaient. Lire les peintures de la lecture (Dar Al Banan, Deir Azzahrani, 2011)[58].
- Le Livre de mon frère, mémoires et souvenirs (Éditions Chemaly & Chemaly, Beyrouth, 2009). [59],[60]
- L'Amour et la Mort dans l'autobiographie entre l'Égypte et le Liban (Éditions Al-Machriq, Beyrouth, 2009)[61].
- Les Contes d'animaux dans la littérature enfantine au dernier tiers du 20e siècle (Éditions Al Ahliya, Beyrouth, 1996)[62].
- Pommes d'or en paniers d'argent (première édition Naufal Group, Beyrouth, 1996; seconde édition Arab Scientific Group, Beyrouth, 2008)[4],[63].

## Essais
Essais, études, critiques littéraires ou artistiques lui permettent de saisir les procédés des écrivains illustres et de jouer le rôle d'un passeur culturel. Ils fournissent une vue d'ensemble de ses ouvrages et transportent le lecteur dans l'atelier de l'écrivain. Une bonne partie de ses textes est éditée par la revue semestrielle Al-Machriq.
- Pluie et Pourpre ou la Religion et l’art dans la civilisation cananéenne (Al-Machriq).
- Sabliers et Diamants. Éloge du moi lecteur (Al-Machriq, année 90, tome 2, juillet/décembre 2016), p. 493-515[64].
- Manteau de cendres, corps de lumière de Basma Sayadi. De l’art du fragment et de la narration (Al-Machriq, année 90, tome 1, janvier/juin 2016), p. 91-108[65].
- L’Art du fragment et de la nouvelle courte. Manteau de cendres, une référence (Écrits contemporains كتابات معاصرة, no 96, juillet/août 2015), p. 99-102[66].
- La Critique thématique. À la recherche de l’harmonie perdue (Al-Machriq, année 89, tome 2, juillet/décembre 2015), p. 669-687[67].
- L'Essai littéraire à l’ombre de l’informatique et de l’Internet - Point de vue (Al-Machriq, année 89, tome 1, janvier/juin 2015), p. 161-179[68].
- Au seuil de la synagogue. Sur le judaïsme et le peuple juif (Al-Machriq, année 88, tome 2, juillet/décembre 2014), p. 525-561[69].
- L’Opium et la Rose. Conflit entre la religion et l’art (Al-Machriq, année 88, tome 2, janvier/juin 2014), p. 125-152[70].
- Pluie et Roses. Dialectique de la religion et la littérature.[8]
- L’Agenda romain. Journal d’un voyage vers la cité éternelle (Al-Machriq, année 87, tome 2, juillet/décembre 2013), p. 431-451[71].
- Lire pour vivre. Pourquoi ? Quoi ? Comment et où lisons-nous ? (Al-Machriq, année 86, tome 2, juillet/décembre 2012), p. 601-613[72].
- Saïd Akl, poète mythique. À propos de Marie-Madeleine et Qadmus (Al-Machriq, année 86, tome 1, janvier/juin 2012), p. 127-147[73].
- Amine Nakhlé, le poète artiste (Al-Machriq, année 85, tome 1, janvier/juin 2011), p. 245-257[74].
- Mikhail Naimy, critique littéraire (Al-Machriq, année 84, tome 1, janvier/juin 2010), p. 201-224[75].
- Le Roman libanais entre les deux guerres (La Sagesse, no 30, décembre 1997), p. 89-97.
- Jabbour Abdel-Nour, le dictionnaire littéraire (La Sagesse, no 28, octobre 1997), p. 64-65.
- Hommes illustres en agonie (La Sagesse, no 23, mars 1997), p. 96-97.
- La Critique thématique (La Sagesse, no 21, janvier 1997), p. 53-56.
- L'Érotisme chez Georges Bataille, fragments choisis et traduits.[76]